# Pasquale Acquaviva d’Aragona
Pasquale Acquaviva d’Aragona (ur. 3 listopada 1718 w Neapolu, zm. 29 lutego 1788 w Rzymie) – włoski kardynał.

## Życiorys
Urodził się 3 listopada 1718 roku w Neapolu, jako syn Giulia Antonia Acquavivy d’Aragony i Marii Spinelli. W młodości został referendarzem Trybunału Obojga Sygnatur i klerykiem Kamery Apostolskiej. 12 grudnia 1770 roku został kreowany kardynałem in pectore. Jego nominacja na kardynała diakona została ogłoszona na konsystorzu 15 marca 1773 roku i otrzymał diakonię Santa Maria in Aquiro. Zmarł 29 lutego 1788 roku w Rzymie.